# Cytisus spinescens
Cytisus spinescens är en ärtväxtart som beskrevs av Karel Presl. Cytisus spinescens ingår i släktet kvastginster, och familjen ärtväxter. Inga underarter finns listade i Catalogue of Life.